# Municipio de Colebrook (Ohio)
El municipio de Colebrook (en inglés: Colebrook Township) es un municipio ubicado en el condado de Ashtabula en el estado estadounidense de Ohio. En el año 2010 tenía una población de 994 habitantes y una densidad poblacional de 15,59 personas por km².

## Geografía
El municipio de Colebrook se encuentra ubicado en las coordenadas 41°31′31″N 80°44′47″O / 41.52528, -80.74639. Según la Oficina del Censo de los Estados Unidos, el municipio tiene una superficie total de 63.77 km², de la cual 63,5 km² corresponden a tierra firme y (0,42 %) 0,27 km² es agua.

## Demografía
Según el censo de 2010, había 994 personas residiendo en el municipio de Colebrook. La densidad de población era de 15,59 hab./km². De los 994 habitantes, el municipio de Colebrook estaba compuesto por el 97,69 % blancos, el 1,21 % eran afroamericanos, el 0,3 % eran de otras razas y el 0,8 % eran de una mezcla de razas. Del total de la población el 0,6 % eran hispanos o latinos de cualquier raza.